# Longueville (Chaumont-Gistoux)
Pour les articles homonymes, voir Longueville.
Longueville (en wallon Longue-Veye) est une section de la commune belge de Chaumont-Gistoux située en Région wallonne dans la province du Brabant wallon.
C'était une commune à part entière avant la fusion des communes de 1977.

## Démographie
- Sources:INS, Rem:1831 jusqu'en 1970=recensements, 1976= nombre d'habitants au 31 décembre

## Patrimoine et culture

### Patrimoine architectural

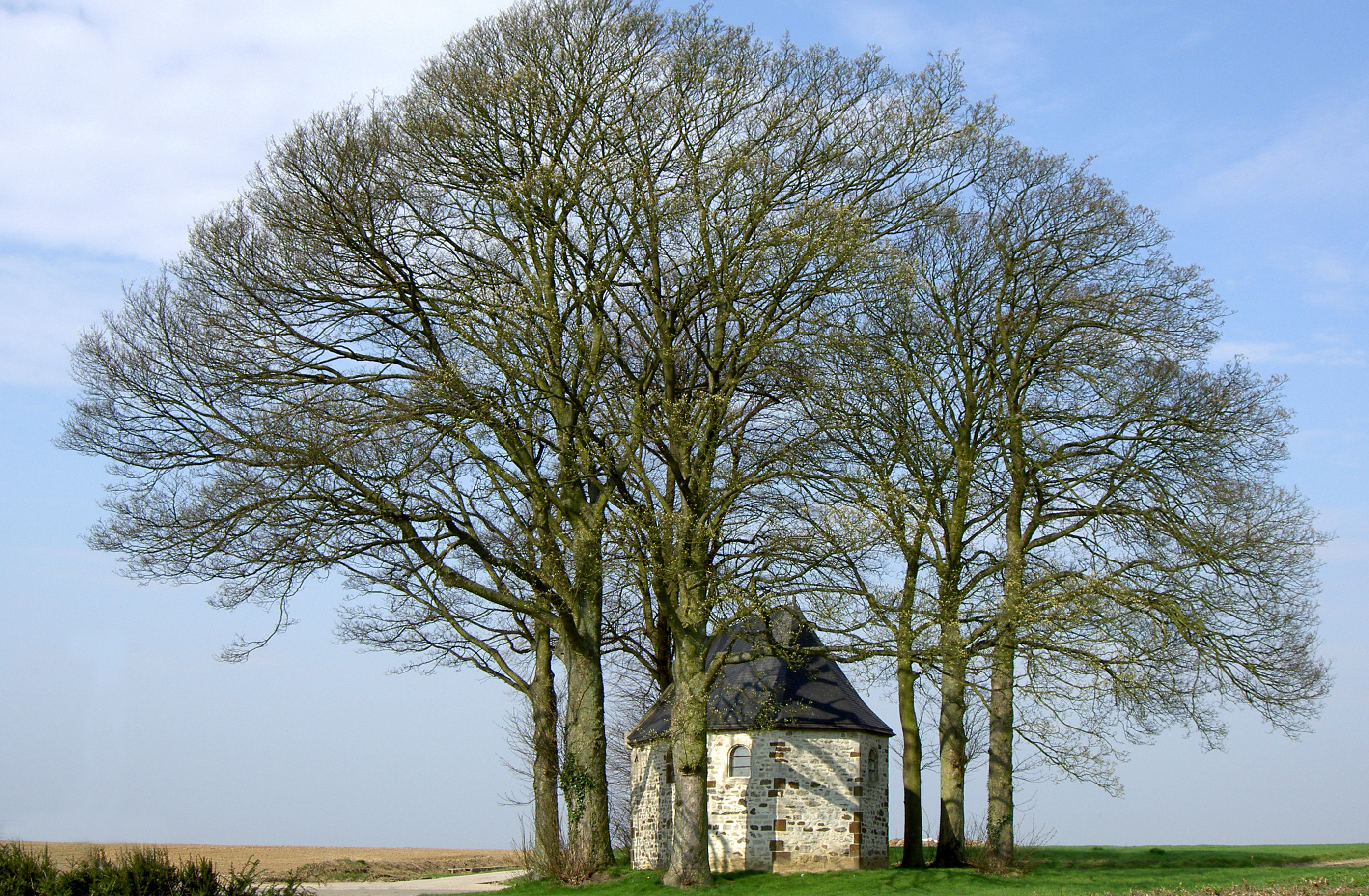
Chapelle du Chêneau, classé comme monument avec son environnement.
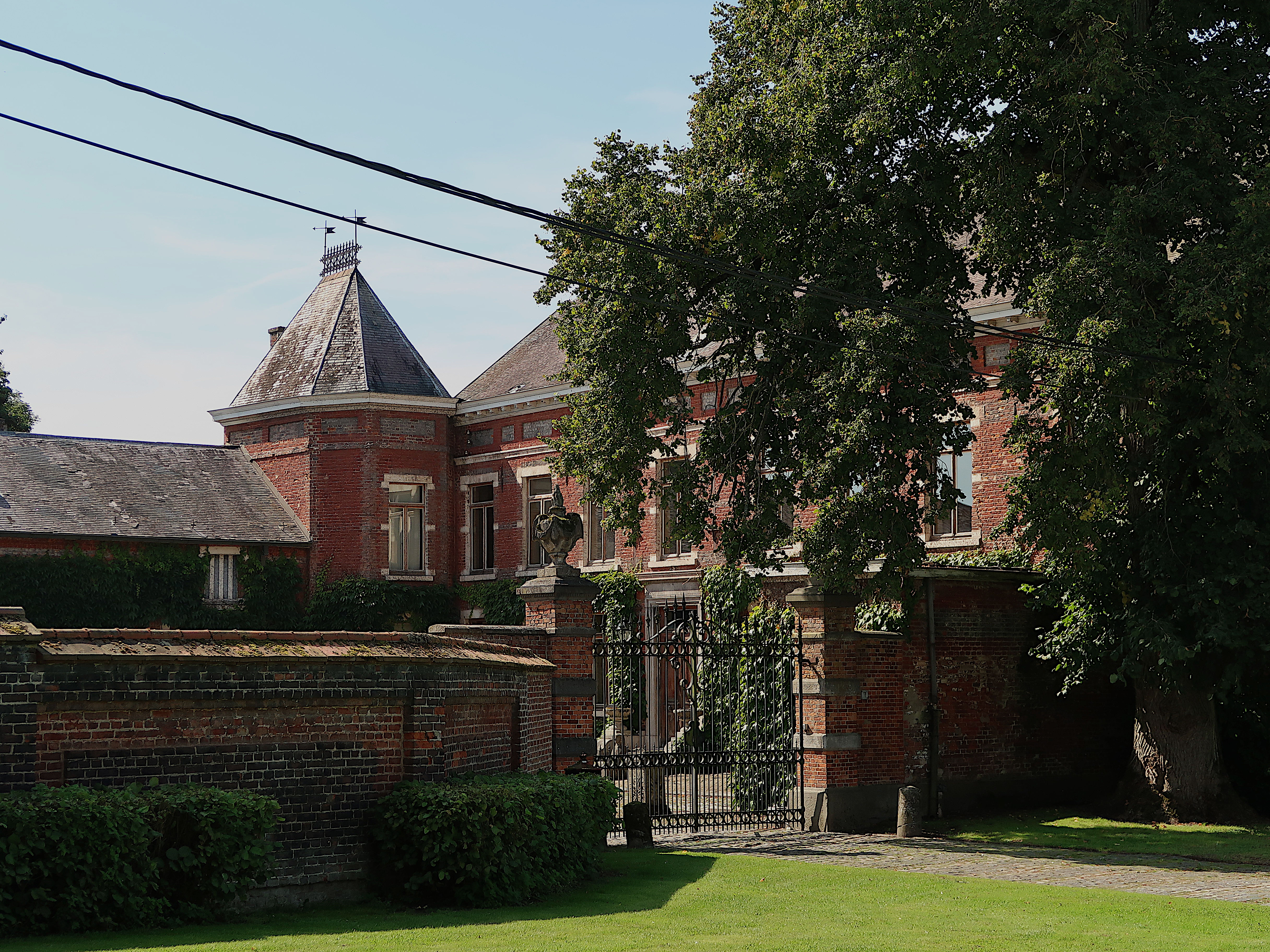
Château de la Bacquelaine.

## Personnalités liées à l'ancienne commune
- Philibert François van Goidtsnoven (1655 Jodoigne - † 1731 Jodoigne), greffier de Longueville[1].